# حزب العمال الاشتراكي الصهيوني
كان حزب العمال الاشتراكي الصهيوني حزب سياسي اشتراكي أرضوي يهودي في الإمبراطورية الروسية وبولندا، انبثق عن جماعة النهضة عام 1904. عقد الحزب مؤتمره التأسيسي في أوديسا عام 1905.
وفي نفس العام أرسل الحزب مندوبين، بينهم نحمان سيركين إلى المؤتمر الصهيوني السابع في بازل. بالرغم من أن التيار السائد للحركة الصهيوني رفض فكرة إنشاء دولة يهودية في أي بقعة من الأرض غير "أرض إسرائيل"، فإن الحزب الروسي رحب بفكرة قيام حكم ذاتي إقليمي لليهود خارج فلسطين. من ناحية أخرى بينما كان الحكم الذاتي الإقليمي هو هدفه، كرس الحزب معظم طاقته للأنشطة الثورية في روسيا. كان الحزب إيجابي تجاه استخدام الإرهاب كوسيلة للنضال ضد المؤسسة الحكومية مثل الجماعات الثورية الروسية الأخرى كنارودنيك.
في المؤتمر السابع للمنظمة الصهيونية العالمية عام 1905، رفضت المنظمة رسمياً «مخطط أوغندا» بعد مناقشات حادة. وقام الحزب وأعضاء آخرون يتبنون الفكر الأرضوي بالإنسحاب من المنظمة الصهيونية العالمية رداً على ذلك.